# The Rolling Stones 1st American Tour 1964
The Rolling Stones 1st American Tour 1964 es una serie de conciertos musicales que realizó la banda entre las fechas del 5 de junio de 1964 y el 20 de junio de ese año. Para promocionar su primer álbum en U.S.A. The Rolling Stones.

## Miembros que componen la banda
- Mick Jagger voz, armónica
- Keith Richards guitarra
- Brian Jones guitarra
- Bill Wyman bajo
- Charlie Watts percusión

## Fechas de la gira
- 05/06/1964  Swing Auditorium, Orange Show Fairground, San Bernardino, California
- 06/06/1964  State Fair of Texas, Joe Freeman Coliseum, San Antonio Teen Fair, San Antonio, Texas
- 07/06/1964  Arie Crown Theatre, McCormick Place, Chicago, Illinois
- 12/06/1964  Big Reggie's Ballroom, Excelsior Amusement Park, Excelsior, Minnesota
- 13/06/1964  Music Hall Auditorium, Omaha, Nebraska
- 14/06/1964  Olympia Stadium, Detroit, Míchigan
- 17/06/1964  Westview Park, Pittsburgh, Pensilvania
- 18/06/1964  Onondaga County War Memorial, Syracuse, Nueva York
- 19/06/1964  Pennsylvania Farm Show Complex & Expo Center, Harrisburg, Pensilvania
- 20/06/1964  Carnegie Hall, Nueva York

- Datos: Q11704416